# Wyoming State Fair

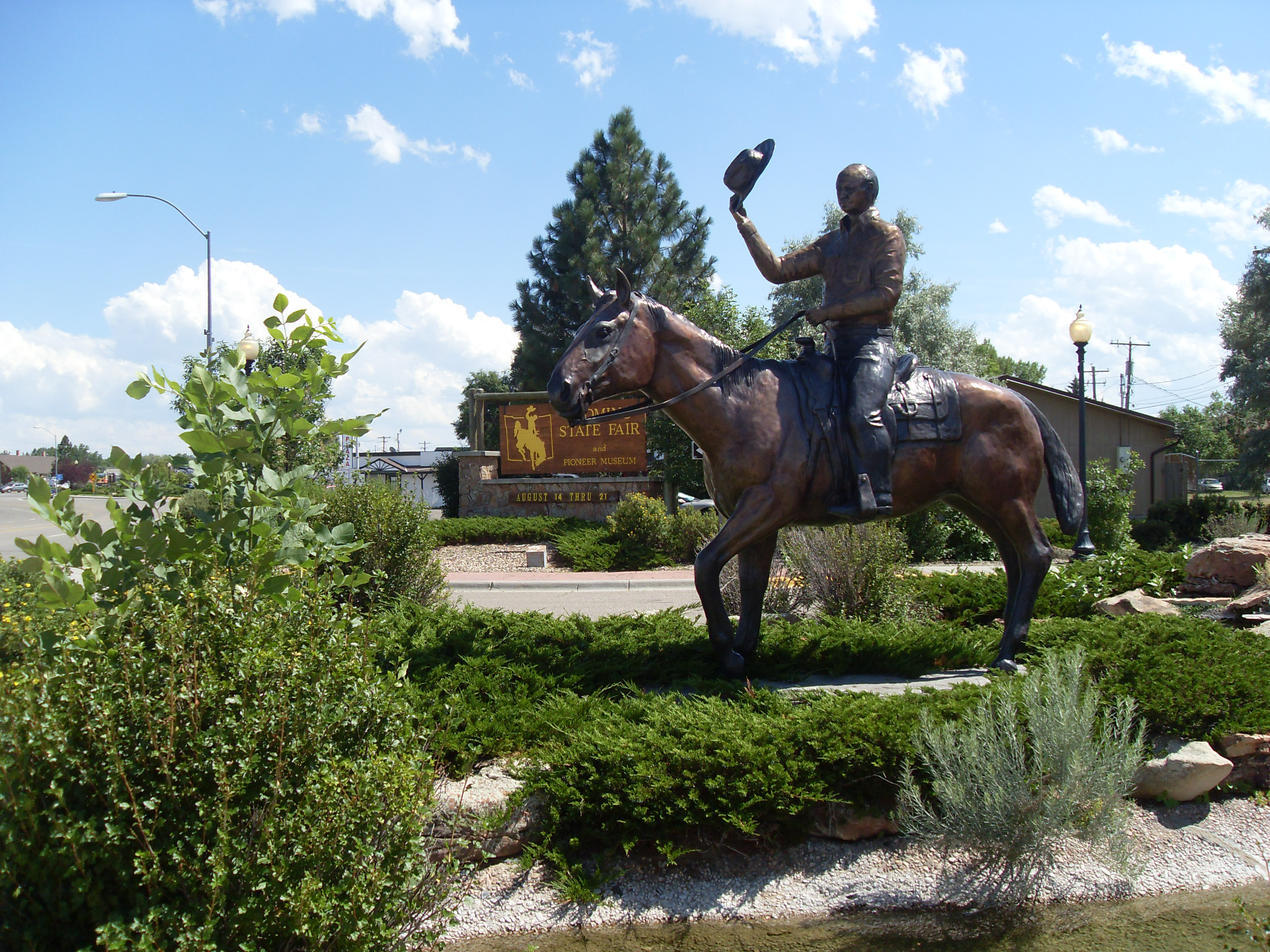
Haupteingang der Wyoming State Fair in Douglas

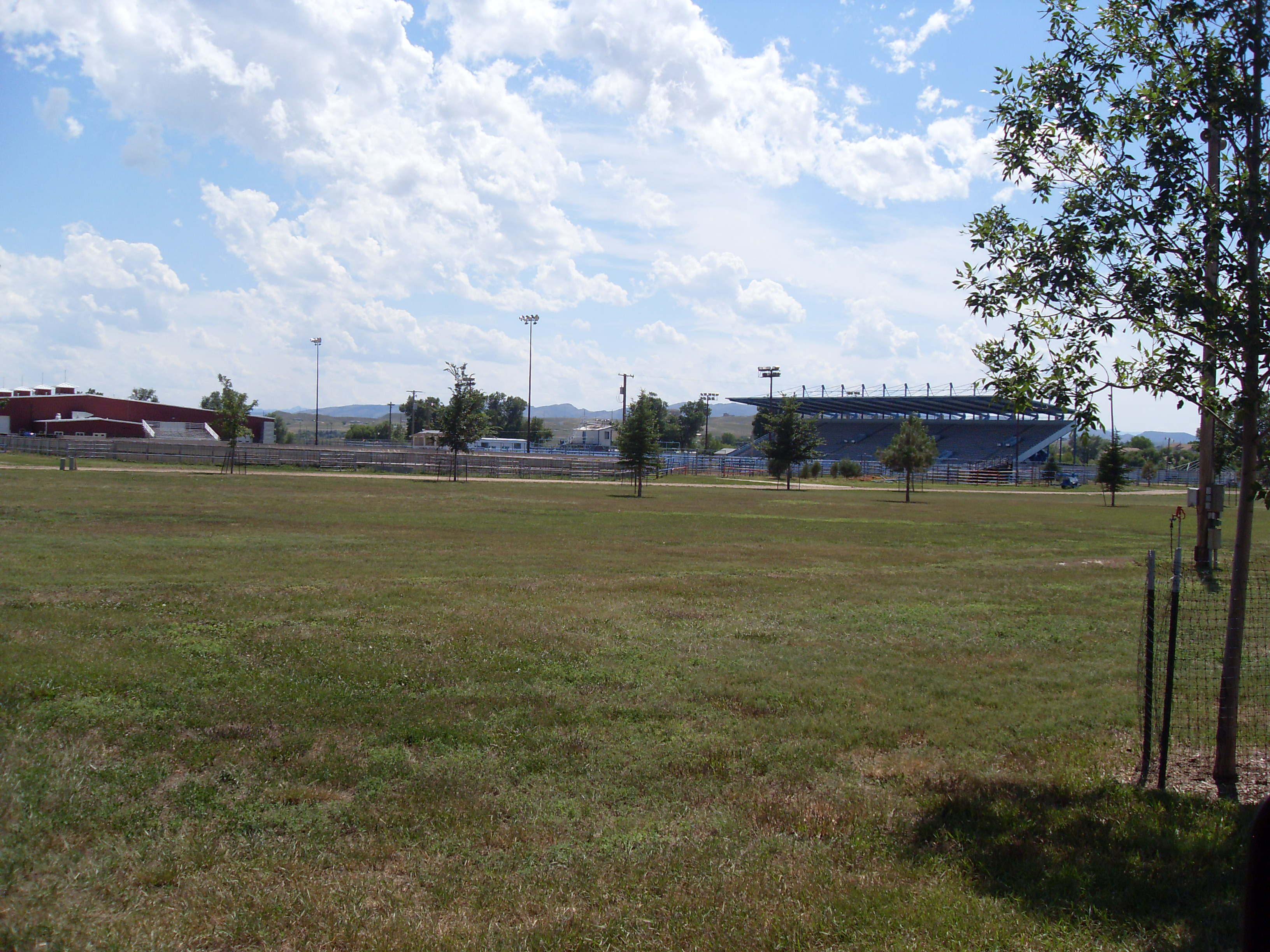
Messegelände und Haupttribüne der Wyoming State Fair

Die Wyoming State Fair ist eine große landwirtschaftliche Messe mit Rodeo, die jedes Jahr im August in Douglas im Converse County des US-Bundesstaates Wyoming stattfindet. Die Ausstellung dauert sieben Tage und ist im  Wyoming State Fair Park dem Messegelände am West Yellowstone Highway, direkt am North Platte River beheimatet. Neben dem Rodeo gibt es zahlreiche Wettbewerbe in den unterschiedlichsten Kategorien, die hauptsächlich die Landwirtschaft betreffen. Weiterhin gibt es ein großes kulinarisches Angebot und Auftritte lokaler sowie überregional bekannter Künstler, vor allem aus dem Country- und Western-Bereich.

## Geschichte
Die erste Landwirtschaftsmesse des Staates Wyoming fand nahe Cheyenne im Jahr 1886 als First Annual Wyoming Territorial Fair statt. In den folgenden Jahren gab es ähnliche Veranstaltungen in Laramie, Sheridan und Casper. Nachdem Douglas im Jahr 1905 Austragungsort wurde, blieb die Veranstaltung schließlich dort. Lediglich in den Jahren 1935 bis 1937 fanden aufgrund der finanziellen Engpässe während der Depression und in den Jahren 1942 bis 1945 wegen des Zweiten Weltkriegs keine Ausstellungen statt.

## Verschiedenes
Die Messe wird offiziell vom Wyoming Department of Agriculture anerkannt. Dieses Amt unterhält eine eigene Abteilung für diese Veranstaltung.
Während der Ausstellung gibt es etwa 600 Campingplätze auf dem Messegelände, die Anzahl der normalen Parkplätze ist sehr limitiert.